# TR-125主力戰車
TR-125主力戰車（羅馬尼亞語：Tanc Românesc 125, TR125，意為羅馬尼亞125型坦克）是一款由羅馬尼亞以蘇聯T-72為基礎自行改裝的主力戰車。名稱中的「125」代表的是其所使用的125毫米A555滑膛炮。TR-125目前已被改名為P-125（羅馬尼亞語：Prototipul-125，意為125型原型車）。

## 歷史
在1970年代晚期到1980年代早期，羅馬尼亞向蘇聯訂購了30輛T-72M主力戰車。羅馬尼亞政府並同時要求蘇聯授權其在境內自行生產T-72。這項請求被蘇聯領導人嚴厲拒絕，因此羅馬尼亞的共產政府決定自行以逆向工程的方式建造T-72坦克。
羅馬尼亞的開發工作自1984年開始，一直持續到1991年，而最終的成果即是TR-125。炮塔及裝填機構是由位於布加勒斯特的ICSITEM研究院所開發的，車體底盤則是由同樣位於布加勒斯特的FMGS工廠（Fabrica de Mașini Grele Speciale，意為特殊重型裝備工廠）所研製。
1987年至1988年間共有三輛原型車被生產出來，而測試工作則一直持續到1991年。然而，羅馬尼亞陸軍對這款坦克並沒有興趣，也沒有下訂，因此開發計畫隨後被終止。已建造完成的原型車則被封存。

## 概述
TR-125使用改良過的懸吊系統，共有7對負重輪；這與T-72及其衍生型的6對負重輪不甚相同。這使TR-125的車體被拉長1公尺，並能夠容納一具更為強勁的8VSA3柴油引擎（可輸出850～900匹馬力）。它使用一挺老舊的DShK重機槍作為防空武力，車外亦有附掛裝甲。在換裝這些設備後，TR-125的重量從原先的41.5噸（T-72M）遽增至50噸。

## 使用國
- 羅馬尼亞－切確數量因不同資訊來源而異，可能為3輛、5輛或10輛原型車。

## 相關型號
- TR-2000主力戰車－TR-125的後繼開發計畫，於1990年代晚期被提出，然而由於經費不足而被迫中止。

## 註記
1. ↑  .   [2016-02-19]. （原始内容存档于2018-06-06）.
2. ↑  Caravan, p. 291
3. ↑  Zaloga, p. 17
4. ↑  Gelbart, p.72

## 外部連結
- Brief history of tanks in Romanian Army
- One of the very few active topics discussing TR-125 on the Romanian internet
- Polish page about T-72 based tanks including TR-125